# 贝蒂尔·尼斯特伦
贝蒂尔·尼斯特伦（瑞典語：Bertil Nyström，1935年5月22日—），瑞典男子摔跤运动员。他曾代表瑞典参加1960年、1964年和1968年夏季奥林匹克运动会摔跤比赛，获得一枚铜牌。